# ピーター・サラフ
ピーター・サラフ（Peter Saraf）は、アメリカ合衆国の映画プロデューサーである。

## 来歴
2004年にマーク・タートルトーブと共に映画製作会社ビッグ・ビーチを立ち上げ、同社で製作した『リトル・ミス・サンシャイン』（2006年）によってアカデミー作品賞にノミネートされた。
父親は映画プロデューサー・映画監督のアーヴィング・サラフである。

## フィルモグラフィ
- シャレード The Truth About Charlie (2002) 製作
- アダプテーション Adaptation (2002) 製作総指揮
- 僕の大事なコレクション Everything Is Illuminated (2005) 製作
- リトル・ミス・サンシャイン Little Miss Sunshine (2006) 製作
- チョップショップ 〜 クイーンズの少年 Chop shop (2007) 製作総指揮
- サンシャイン・クリーニング Sunshine Cleaning (2008) 製作
- お家をさがそう Away We Go (2009) 製作
- 我が家のおバカで愛しいアニキ Our Idiot Brother (2011) 製作
- 彼女はパートタイムトラベラー Safety Not Guaranteed (2012) 製作
- キングス・オブ・サマー The Kings of Summer (2013) 製作
- アバウト・レイ 16歳の決断 About Ray (2015) 製作
- ラビング 愛という名前のふたり Loving (2016) 製作
- アグネスと幸せのパズル Puzzle (2018) 製作
- ヴィダ 故郷の母が遺したもの Vida (2018-2020) 製作総指揮
- フェアウェル The Farewell (2019) 製作
- 幸せへのまわり道 A Beautiful Day in the Neighborhood (2019) 製作
- 再生の地 Land (2021) 製作